# Inzersdorf-Getzersdorf
Inzersdorf-Getzersdorf est une commune autrichienne du district de Sankt Pölten-Land en Basse-Autriche.

## Économie
Le groupe Erber abrite dans son campus de Getzerdorf le siège de la société Biomin